# Карпюк Олексій Олександрович
Олексій Олександрович Карпюк (5 вересня 1967, Вінницька область, УРСР — 3 жовтня 2022, біля с. Сухий Ставок, Херсонська область, Україна) — український військовослужбовець, старший лейтенант Збройних сил України, учасник російсько-української війни. Почесний громадянин міста Тернополя (2022, посмертно).

## Життєпис
Коли Олексієві виповнився рік, родина переїхала до Збаража (Тернопільська область). Батьки проживають у Збаражі. Навчався у Збаразькій школі № 3. З родиною проживав у м. Тернопіль. За освітою агроном, але змінив фах і був майстром з ремонту. Був успішним підприємцем.
25 лютого 2022 року добровольцем пішов на фронт. Був командиром взводу роти охорони Тернопільського ТЦК та СП. В червні 2022 р. переміщений до 24-ї окремої механізованої бригади.
Загинув 3 жовтня 2022 року в боях за Херсонщину, в районі населеного пункту Сухий Ставок.
Похований 9 жовтня 2022 року на Алеї Героїв Микулинецького кладовища м. Тернопіль.

## Нагороди
- почесний громадянин міста Тернополя (14 листопада 2022, посмертно)[1][2].